# Даоська медитація
Даоська медитація — умовна назва для різноманітних практик, спрямованих на досягнення безсмертя без застосування хімічних речовин. Виникла на зміну вчення Ґе Хуна про «зовнішню алхімію». Однією з засновниць вважається Вей Хуацунь 魏華存 (252—334), якій належить нарис про медитативну візуалізацію. Медититивні практики набули широкого вжитку у даоській школі Шанцін 上清, яка зберігала впливовість до X століття.
Найраніший текст, що згадує китайську медитацію — глава «Ней є» 內業 з трактату «Ґуань-цзи».
Даоська практика досягнення безсмертя складалася з трьох основних напрямків: «регулювання тіла», «регулювання дихання», «регулювання серця».

## Регулювання тіла
Регулювання тіла містило в собі різні способи хімічного і фізичного впливу на організм. До фізичних засобів належали дієта, комплекси гімнастики, прийняття повітряних і сонячних ванн, прогулянки і взагалі ведення здорового способу життя. До хімічних засобів належало виготовлення всіляких настоянок, пігулок, мікстур, еліксирів з рослинних, тваринних і мінеральних компонентів.
В очах даосів регулювання тіла було неможливим без дотримання особливих ритуальних приписів у статевому житті людини. Річ у тому, що сексуальне життя, подібно до всіх світових процесів, викликаних Дао, розглядалося як взаємний обмін споконвічними світовими початками — чоловічим (Ян) і жіночим (Їнь), що слугує очищенню і розвитку обох початків.
Важливою частиною зусиль, спрямованих на тіло людини, вважалося моральне вдосконалення: той, хто хотів продовжити життя, мав зробити, як мінімум 300 доброчесних вчинків. Якщо ж серед них виявлявся хоч один неправильний, то всі попередні зусилля зводилися нанівець.

## Регулювання дихання
Регулювання дихання полягало головним чином у тому, щоб шляхом послідовних тренувань навчитися не дихати ні ротом, ні носом, тобто щоб вдих і видих відбувалися без усвідомлених зусиль з боку людини. Дихання мало відбуватися легко і невимушено, наче дихання дитини в утробі матері, що для даосів знаменувало верх недіяння в цій життєво важливій сфері. Для навчання такого «утробного дихання» пропунувалось усамітнитися в тихому закритому приміщені, лягти, заплющити очі, закрити ніс пухом, закрити рот і намагатися уповільнити дихання — на 12 скорочень серця 1 вдих, а то й на 120 скорочень серця один вдих!

## Регулювання серця
Регулювання серця полягало у самоконтролі над усіма проявами людської психіки, переважним чином над волею і свідомістю. Звичайно кандидат у безсмертні, попередньо підготувавши своє тіло і дихання, вибирав сприятливий день, віддалявся у відокремлену келію і там робив ряд кадінь і поклонінь місцевим божествам. Після цього він міг так зосередити свою свідомість, щоб вона відсторонилася від усіх думок і занурилася в повний спокійний стан, найбільш близький до Дао.